# Mazen
Mazen is een aanvulling op de techniek van het breien, maar dan met één naald en draad. Met de draad worden de gebreide steken nagebootst. Dit kan gebeuren om twee redenen:
- Om een soort borduurpatroon op het breiwerk aan te brengen in een andere kleur, in het bijzonder als er slechts kleine stukjes in deze kleur zijn of om een neutraal kledingstuk te versieren.
- Om beschadigd breiwerk te repareren.